# 1183
Високе Середньовіччя •  Золота доба ісламу •  Реконкіста •  Хрестові походи •  Київська Русь

## Геополітична ситуація
Імператором Візантії став Андронік I Комнін (до 1185). Фрідріх Барбаросса є імператором Священної Римської імперії (до 1190). Філіп II Август править у Франції (до 1223).
Апеннінський півострів розділений: північ належить Священній Римській імперії, середню частину займає Папська область, більша частина півдня належить Сицилійському королівству. Деякі міста півночі: Венеція, Піза, Генуя тощо, мають статус міст-республік, частина з яких об'єднана Ломбардською лігою.
Південь Піренейського півострова в руках у маврів. Північну частину півострова займають християнські Кастилія, Леон (Астурія, Галісія), Наварра, Арагонське королівство (Арагон, Барселона) та Португалія. Королем Англії є Генріх II Плантагенет (до 1189), королем Данії — Кнуд VI (до 1202).
У Києві княжить Святослав Всеволодович (до 1194). Ярослав Осмомисл княжить у Галичі (до 1187), Ярослав Всеволодович у Чернігові (до 1198), Всеволод Велике Гніздо у Володимирі-на-Клязмі (до 1212). Новгородська республіка та Володимиро-Суздальське князівство фактично відокремилися від Русі. У Польщі період роздробленості. На чолі королівства Угорщина стоїть Бела III (до 1196).
На Близькому Сході існують держави хрестоносців: Єрусалимське королівство, Антіохійське князівство, графство Триполі. Сельджуки окупували Персію та Малу Азію, в Єгипті та частині Сирії править династія Аюбідів, у Магрибі панують Альмохади, у Середній Азії правлять Караханіди та Каракитаї. Газневіди втримують частину Індії. У Китаї співіснують держава ханців, де править династія Сун, держава чжурчженів, де править династія Цзінь, та держава тангутів Західна Ся. На півдні Індії домінує Чола. В Японії наближається до кінця період Хей'ан.

## Події
- Князі Київської Русі на чолі з Святославом Всеволодовичем та Рюриком Ростиславичем здійснили успішний похід на половців. У поході брав участь і герой Слова о полку Ігоревім князь новгород-сіверський Ігор Святославич.
- Імператор Священної Римської імперії Фрідріх Барбаросса та Ломбардська ліга уклали Констанцький мир, за яким міста Ломбардії отримували право на самоуправління.
- Андронік I Комнін наказав задушити імператора Візантії Олексія II Комніна і проголосив імператором себе самого.
- Салах ад-Дін захопив Алеппо і підпорядкував собі всю Сирію.
- Балдуїна V висвячено на короля Єрусалиму.
- У Японії продовжувалася війна Мінамото і Тайра. На трон зійшов трирічний імператор Го-Тоба.